# Meister des Ulmer Terenz

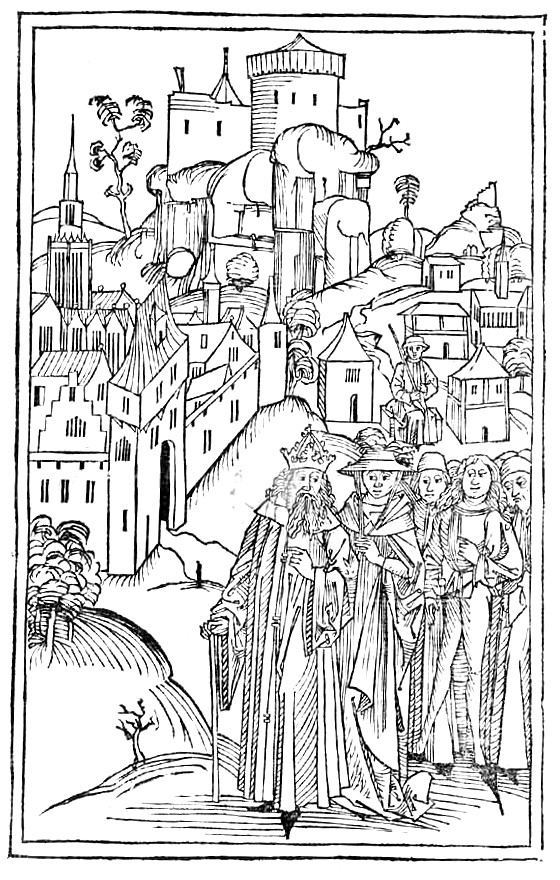
Holzschnitte zu der Schwäbischen Chronik von Thomas Lirer, Ulm 1486

Als Meister des Ulmer Terenz wird der spätmittelalterliche Künstler bezeichnet, der die Holzschnitte für eine Ausgabe eines Werkes des antiken Schriftstellers Terenz entworfen hat. Das 1486 erschienene Buch ist als der Ulmer Terenz bekannt und gibt dem namentlich nicht bekannten Holzschnittzeichner den Notnamen. Es handelt sich um eine deutsche Übersetzung von Eunuchus, die der Ulmer Bürgermeister und Humanist Hans Neidhardt angefertigt und in Ulm bei Konrad Dinckmut zum Druck gegeben hatte. Der Meister des Ulmer Terenz soll fast zeitgleich weiter auch die Holzschnitte zu der Schwäbischen Chronik von Thomas Lirer geschaffen haben, einer Sammlung von Legenden und Erzählungen.
Die Holzschnitte des Meisters sind ein wichtiges Beispiel der Buchillustration aus der Frühzeit des Buchdruckes.
Eventuell ist der Meister des Ulmer Terenz identisch mit dem Meister des Augustiner-Altars, dem namentlich nicht bekannten Maler, der um 1487 den Hauptteil der Bilder eines Altars der Nürnberger Augustinerkirche geschaffen hat.